# Diplomáciai posta

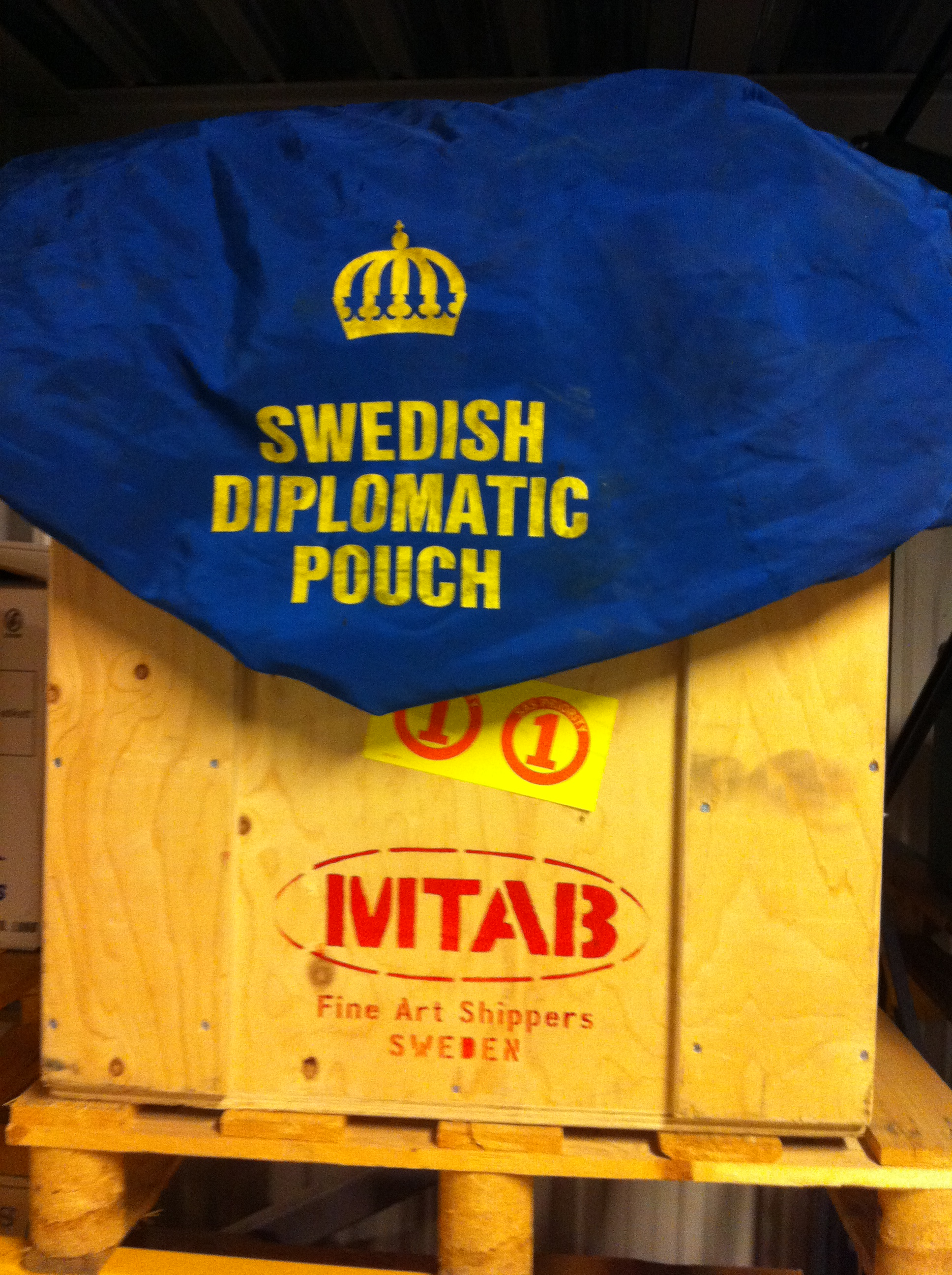
Svéd diplomáciai posta –egyszerű faláda diplomáciai jelzéssel (2011)

Zavargások miatt az amerikai hadsereg szállítja a diplomáciai postát a bejrúti nagykövetségükre (2008)

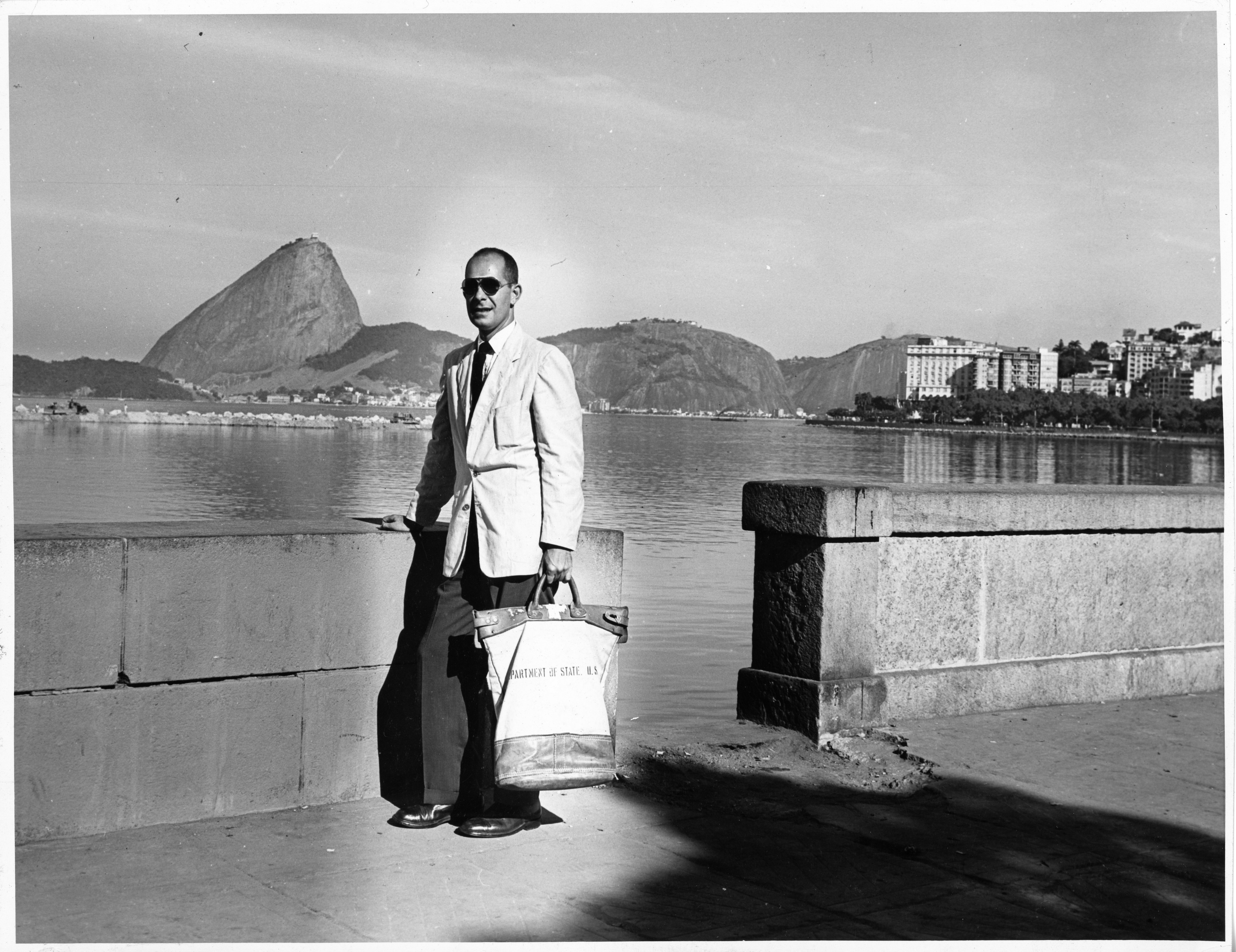
Amerikai diplomáciai futár az SZT postával

A diplomáciai posta, közkeletű szakmai nevén futárposta az a csomag, amit a diplomáciai futár továbbít az egyes államok külügyminisztériumai illetve annak megfelelő központi szervei valamint a külképviseletek között. A diplomáciai posta sérthetetlenségét az 1961. évi bécsi diplomáciai szerződés szabályozza. A futárposta fizikai formája sokféle lehet, egyetlen borítéktól akár egy konténerig.

## Jogállása
A diplomáciai posta alkalmazása a diplomáciai képviseletek számára a nemzetközi jog által biztosított szabad érintkezés és kapcsolattartás része. A diplomáciai képviselet hivatalos levelezése elméletileg a rendes postán keresztül is sérthetetlen. Hivatalos levelezésen kell érteni a képviselettel és annak tevékenységével kapcsolatos minden levelezést. A diplomáciai képviseletek azonban a központjukkal folytatott papíralapú hivatalos levelezést általában a futárpostán keresztül bonyolítják.  
Egy adott állam külügyminisztériuma a más államokban akkreditált diplomáciai képviseleteivel egyebek mellett iratok cseréjével tartja a kapcsolatot, illetve a külképviselet olyan eszközöket használ (pl. rejtjelező eszközöket), melyek bizalmas kezelést igényelnek. 
Az iratokat, a levelezést tartalmazó borítékot, zsákot nevezik diplomáciai poggyásznak, diplomáciai postának, futárpostának. A gyakorlatban a diplomáciai posta kétféle: az egyik az SZT posta (boríték vagy csomag), amit öt viaszpecséttel zárnak le. A nagyobb felszerelési tárgyakat, terjedelmesebb küldeményeket viszont futárzsákba zárják, s a zsákot a szájának bekötésénél egy viaszpecséttel látják el, ez az adminisztratív posta. Az SZT iratokat tartalmazó borítékot vagy csomagot a futárok kötelesek az egész út során maguknál tartani, az admin zsák vagy konténer fel is adható, a képviselet tagjai többnyire csak az érkeztetés helyén veszik át.
A diplomáciai poggyászt alkotó csomagokat az ilyen jellegükre utaló látható külső jellel kell ellátni, és azok jogszerűen csak diplomáciai okmányokat vagy hivatalos használatra szolgáló tárgyakat tartalmazhatnak.
Az 1961. évi, a diplomáciai kapcsolatokról szóló bécsi szerződés rendelkezéseinek megfelelően a futárposta sérthetetlen, semmilyen hatóság nem bonthatja fel, nem ellenőrizheti és nem tarthatja vissza. Amennyiben azonban valamely hatóságban, szolgáltatóban (pl. repülőgép-parancsnokban) kétség merül fel a csomag tartalmát, veszélyességét illetően, bár nem vizsgálhatja meg, de visszafordíthatja, elutasíthatja szállítását.
A diplomáciai posta belsejében helyezik el a konszignációt, vagyis az ott elhelyezett iratok összegző jegyzékét, ami a címzett számára lehetőséget ad a küldemény teljességének ellenőrzésére. A futárposta kísérő irata a bordereau, amely tartalmazza a küldeményre vonatkozó adatokat és igazolja annak diplomáciai jellegét az idegen hatóságoknak. 

## Visszaélések
A diplomáciai posta története számos nyilvánosságra került szabálysértést, bűncselekményt foglal magába. Egyrészt gyakori a küldő államok részéről az ellenőrizhetetlen szállítmányok szabálytalan használata, csempészáruk, személyes tárgyak, de fegyverek és titkosszolgálati eszközök szállítása is ezen az úton. Másrészt a fogadó és tranzitállamok időnként igyekeznek megismerni a küldemények tartalmát, tekintet nélkül azok jogi sérthetetlenségére. Néhány nyilvánosságra került eset meglehetősen általános gyakorlatra utal.
A második világháború alatt Winston Churchill rendszeresen kapott kubai szivarokat a futárpostában.
1964-ben a római egyiptomi nagykövetség egy marokkói születésű izraeli kettős ügynököt elkábított és diplomáciai ládában akart hazaküldeni, de az olasz hatóságok kiszabadították az illetőt.
Az 1982-es Falkland-szigeteki háború alatt az argentin kormány robbanóeszközöket küldött diplomáciai postával madridi nagykövetségükre, hogy azokat gibraltári brit célpontok ellen használják fel. A spanyol rendőrség leleplezte az akciót.
2012 januárjában az olasz hatóságok 40 kilogramm kokaint fedeztek fel egy Ecuadorból érkezett diplomáciai postában.
2013 novemberében a brit kormány diplomáciai tiltakozását váltotta ki, hogy a spanyol hatóságok felnyitottak egy Gibraltárból induló diplomáciai küldeményt. A spanyol álláspont szerint a küldemény formailag nem felelt meg a diplomáciai posta követelményeinek.
2020 júliusában az indiai vámhatóságok az Egyesült Arab Emírségek diplomáciai postájában fedeztek fel 30 kg csempészett aranyat.

## Fordítás
- Ez a szócikk részben vagy egészben  a   Diplomatic bag című angol Wikipédia-szócikk ezen változatának fordításán alapul.  Az eredeti cikk szerkesztőit annak laptörténete sorolja fel. Ez a jelzés csupán a megfogalmazás eredetét és a szerzői jogokat jelzi, nem szolgál a cikkben szereplő információk forrásmegjelöléseként.